# Erigone birmanica
Erigone birmanica là một loài nhện trong họ Linyphiidae.
Loài này thuộc chi Erigone. Erigone birmanica được Tord Tamerlan Teodor Thorell miêu tả năm 1895.